# حزب يكيتي الكردستاني في سوريا
حزب يكيتي الكُردستاني - سوريا (سابقًا: حزب يكيتي الكُردي في سوريا) هو حزب كُردي ينشط في المناطق التي يصفها بالكُردية في سوريا. عقد مؤتمره التأسيسي الأول عام 2000م، حيث كان اسم الحزب هو (حزب يكيتي الكُردي في سوريا)، منذ تاريخ تأسيسه لغاية انعقاد المؤتمر الثامن للحزب بتاريخ 23 ديسمبر 2018 في مدينة القامشلي، تم تغيير اسم الحزب إلى (حزب يكيتي الكُردستاني - سوريا). كما يعدُّ الحزب حزباً ثورياً، يسعى لإيجاد حلٍّ لما يراها «القضية الكُردية في سوريا» وللدفاع عن حقوق «الشعب الكُردي في سوريا» بشكلٍ عام، حيث يدعو إلى الاعتراف بالكُرد في سوريا باعتبارهم أرضاً وشعباً كُرديين مع أرضٍ وشعبٍ عربيين، وذلك بحسب البيان التعريفي للحزب، تميهداً لقيام نظام اتحادي بين الشعبين والأرضين مماثل للنظام الاتحادي العراقي حيث يعيش الكُرد هناك ضمن كُردستان العراق مستقلين عن الدولة المركزية العراقية.

## سكرتيريّ الحزب
جدول بقائمة أسماء سكرتيري الحزب منذ تأسيسه ولغاية الآن:
| الترتيب | الاسم          | بداية العهدة | نهاية العهدة |
| ------- | -------------- | ------------ | ------------ |
| 1       | عبدالباقي يوسف | من 2000      | إلى 2004     |
| 2       | حسن صالح       | من 2004      | إلى 2007     |
| 3       | فؤاد عليكو     | من 2007      | إلى 2010     |
| 4       | اسماعيل حمه    | من 2010      | إلى 2013     |
| 5       | إبراهيم برو    | من 2013      | إلى 2018     |
| 6       | سليمان أوسو    | من 2018      |              |